# Nou Partit Demòcrata (Corea del Sud)
El Nou Partit Demòcrata (en coreà: 신민당; RR: Sinmindang; NPD) va ser el principal partit d'oposició sud-coreà durant el règim dictatorial de Park Chung Hee, fins a la seva dissolució per la força al 1980 per part de Chun Doo-hwan en el preludi de la Cinquena República.

## Història

### Fundació i primera etapa
El partit va formar-se el 7 de febrer de 1967 amb la unificació entre el Partit Nova Corea de l'ex-President Yun Bo-seon i el Partit Populista liderat per Park Sun-cheon. A la Segona Conferència de 1968 el partit escull a Yoo Jin-oh, ex-Ministre de Legislació i un dels redactors de la Primera Constitució Coreana com a President i a Yun Bo-seon com a candidat presidencial.
Al 1969 el dictador Park Chung Hee impulsa l'esmena constitucional de tres mandats, amb l'objectiu de permetre al President que es pogués postular a un següent mandat per ampliar el seu poder. El NPD s'oposa inicialment, però a finals de juliol tres diputats presenten una declaració de suport a la reforma, trencant la línia del partit i obrint una crisi interna. Yoo Jin-oh decideix en aquest sentit convocar una Convenció Nacional Extraordinària el 7 de setembre, en la qual s'aprova dissoldre el partit davant les diferències entre sectors. El sector oposat a la reforma, majoritari amb 44 diputats a l'Assemblea Nacional, s'agrupa en un nou grup parlamentari anomenat Nova Associació Popular, fent pública una declaració en la que destaquen la seva oposició a l'esmena constitucional, la seva crítica al règim de Park i es comprometen a reconstruir un nou NPD.

### Refundació del NPD
El 20 de setembre del mateix any es celebra la Convenció Fundacional del nou NPD, escollint a Yoo Jin-oh com a líder, però en pocs mesos el President patiria un ictus, renunciant al seu càrrec. El 26 de gener el partit celebraria una Convenció Extraordinària, en la qual es votarien unes primàries entre el vicepresident del Partit Lee Jae-hyung, l'ex-ministre Jeong Il-hyung i Yu Chin-san. Quan cap candidat va rebre la majoria de vots a la primera volta, l'exvicepresident Jeong Il-hyung va dimitir demanant suport per al candidat Lee. Tanmateix, en segona volta guanyaria Yu Chin-san amb el 54% dels vots.
Al maig de 1971 Yu Chin-san provoca una forta crisi interna a l'abandonar en la data límit la candidatura pel seu districte a les eleccions legislatives, inscribint-se a les llistes del partit com a primer candidat. Faccions tant del partit com de la joventut s'enfronten al sector oficialista, forçant la dimissió de Yu Chin-san. El 20 de setembre es convoca de nou una Convenció Extraordinària per escollir el nou líder, que després de tres rondes les guanya Kim Hong-il amb el 50.7% davant el candidat Kim Dae-jung, que anava guanyant pes dins del partit.
Com a conseqüència de la dimissió i dels resultats de la darrera Convenció, el partit es trenca entre el sector pro-Yu Chin-san, que manté la seva presidència, i els sectors crítics, units entorn l'elecció de Kim Hong-il. Amb l'impacte de l'autocop d'estat de Park Chung Hee al 1972, els diversos sectors es reconcilien, i Yu torna breument a la presidència del partit fins a la seva mort el 1974. El NPD celebra una nova Convenció Extraordinària el 28 d'abril de 1974, on a les primàries per escollir nou líder venç el candidat Kim Young-sam.

### Divisió interna
L'estabilitat al partit no duraria gaire, ja que al 1976 es convoca la Convenció ordinària amb enormes tensions entre la línia colaboracionista amb la dictadura, liderada per Yi Cheol-seung, i la d'oposició, representada pel president Kim Young-sam i per Kim Dae-jung. Yi va utilitzar un grup mafiós per atacar la seu nacional del partit, en la qual els militants que hi eren presents es refugien muntant barricades al despatx de Kim, que ha de saltar per la finestra del tercer pis, trencant-se una cama, quan els mafiosos aconsegueixen entrar amb destrals, cremant la llista de delegats de la Convenció i robant el segell oficial.
Uns dies més tard, els mafiosos tornen a irrompre a la mateixa Convenció Nacional amb el suport de la policia, que són combatuts per una altra banda dirigida per Kim Young-sam, que ja s'ho esperava. Tanmateix, el grup de Yi Cheol-seung aconsegueix el control de la sala i ser nomenat president del partit. Els sectors crítics es dirigeixen a la seu nacional i celebren la seva pròpia Convenció, escollint a Kim com a nou líder. Després d'una mediació entre les dues faccions, acorden retrobar-se en una nova Convenció Extraordinària, en la qual Yi Cheol-seung aconsegueix la victòria per estret marge.
En la posterior Convenció ordinària de 1979 els resultats s'intercanviarien, resultant Kim Young-sam guanyador amb el 50.% davant Yi Cheol-seung, que en tindria el 48.9%. Un any després, però, el partit seria dissolt per la força en el nou règim dictatorial de Chun Doo-hwan. Aquest permetria la creació del Partit Demòcrata de Corea, l'oposició satèl·lit del règim, mentre que anys més tard bona part dels membres del NPD formarien el Nou Partit Demòcrata de Corea.

## Resultats electorals

### Eleccions Presidencials
| Any  | Candidat     | Vots      | %           | Resultat |
| ---- | ------------ | --------- | ----------- | -------- |
| 1967 | Yun Bo-seon  | 4,526,541 | 40,93 / 100 | Derrota  |
| 1971 | Kim Dae-jung | 5,395,900 | 45,26 / 100 | Derrota  |

### Eleccions Legislatives
| Any  | Líder          | Vots      | %     | Escons   | Escons  | Escons   | Escons | Pos. | Govern   |
| Any  | Líder          | Vots      | %     | Circum.  | Llista  | Total    | +/–    | Pos. | Govern   |
| ---- | -------------- | --------- | ----- | -------- | ------- | -------- | ------ | ---- | -------- |
| 1967 | Yu Jin-o       | 3,554,224 | 32.74 | 28 / 131 | 17 / 44 | 45 / 175 | Nou    | 2n   | Oposició |
| 1971 | Kim Hong-il    | 4,969,050 | 44.38 | 65 / 153 | 24 / 51 | 89 / 204 | 44     | 2n   | Oposició |
| 1973 | Yu Chin-san    | 3,577,300 | 32.55 |          |         | 52 / 146 | 37     | 2n   | Oposició |
| 1978 | Yi Cheol-seung | 4,861,204 | 32.82 | 61 / 154 | 9       | Oposició |        | 2n   |          |